# Bergroos
De bergroos (Rosa glauca, synoniemen: Rosa rubrifolia, Rosa ferruginea) is een struik die behoort tot de rozenfamilie (Rosaceae). De soort komt van nature voor in de gebergten van Midden- en Zuid-Europa. De bergroos staat niet op de Nederlandse Rode lijst van planten. In Nederland is de soort, eerst aangeplant als sierplant, verwilderd en nu vrij zeldzaam in het wild. Het aantal chromosomen is 2n = 28.
De struik wordt 1-3 m hoog. De jonge takken zijn glanzend rood of bruin en hebben een blauwachtig waslaag. De  takken worden uiteindelijk grijsachtig. Op de kale takken zitten rechte of licht gebogen stekels De bladeren zijn zeventallig geveerd met enkelvoudig gezaagde deelblaadjes. De elliptische, niet glanzende, onbehaarde, onbeklierde blaadjes zijn 2-3,5 cm lang en 1–1,5 cm breed. Aan de voet zijn ze afgerond en aan de top toegespitst. Als ze jong zijn, hebben ze een roodachtig groene tot blauwachtige kleur. Ze zijn na wrijving reukloos. De steunblaadjes zijn onbehaard en hebben aan de rand klieren. De bladsteel en bladspil zijn onbehaard en hebben geen klieren.
De bergroos bloeit in juni met diep karmozijn rode tot roze met witte nagel, 2,5-3 cm grote bloemen op 0,5-2 cm lange bloemstelen. De bloemstelen kunnen al of niet bezet zijn met klieren. De stijl opgerichte, beklierde kelkbladen zijn twee keer zo lang als de kroonbladen en vallen tijdens de rijping van de rozenbottel niet af. De vrije, korte stijl is wollig behaard.
De oranjerode tot bruinrode, ronde, 1-1,5 cm lange en 1,5 cm brede, al of niet beklierde rozenbottel is een bloembodem met daarin de nootjesachtige vruchten. De al of niet beklierde steel van de rozenbottel is 1-2,5 cm lang. Het stijlkanaal is meer dan 2 mm groot.
De bergroos komt voor op droge, kalkhoudende grond onder andere in de zeeduinen en op stenige grond langs spoorlijnen.

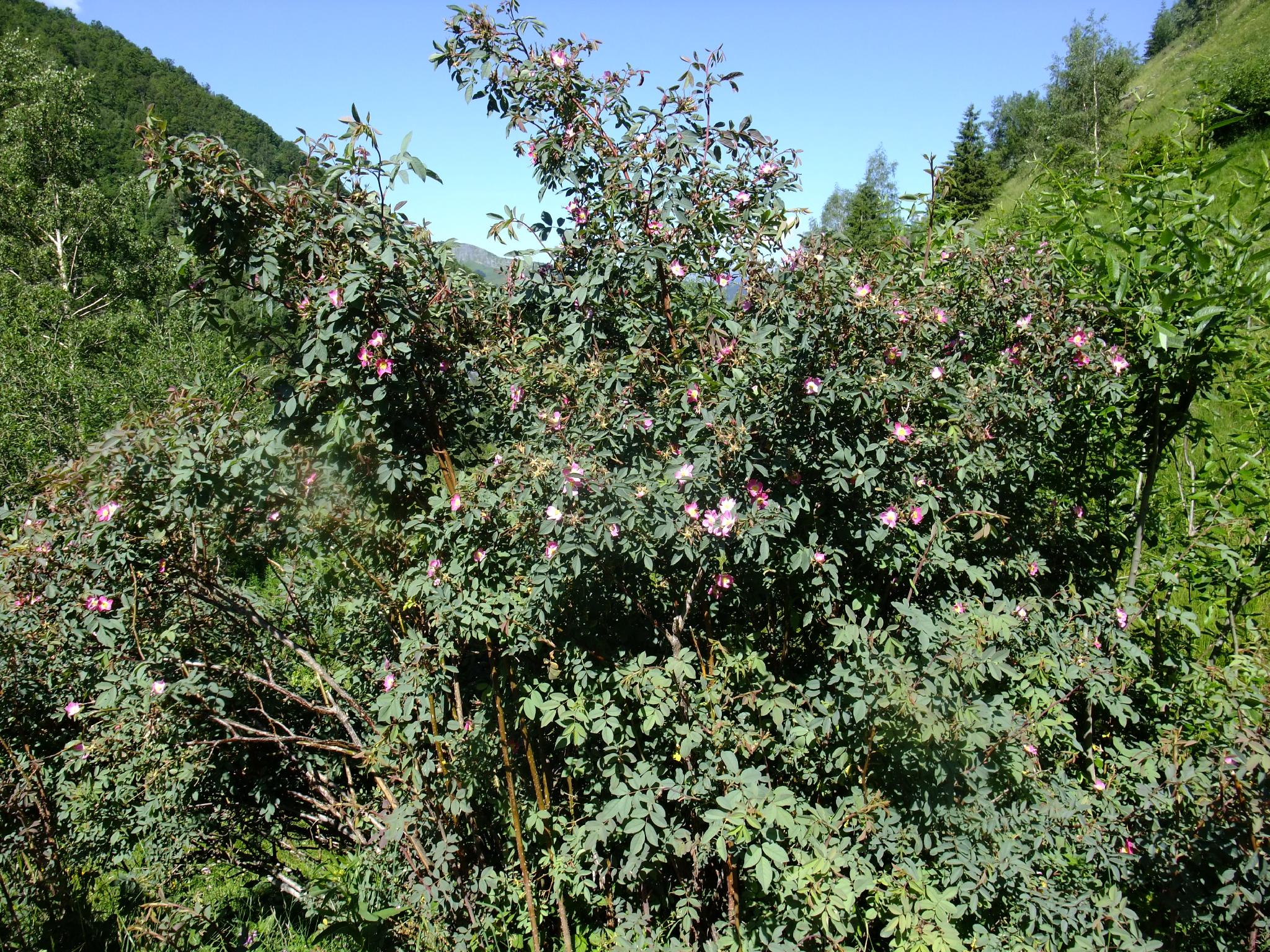
Struik
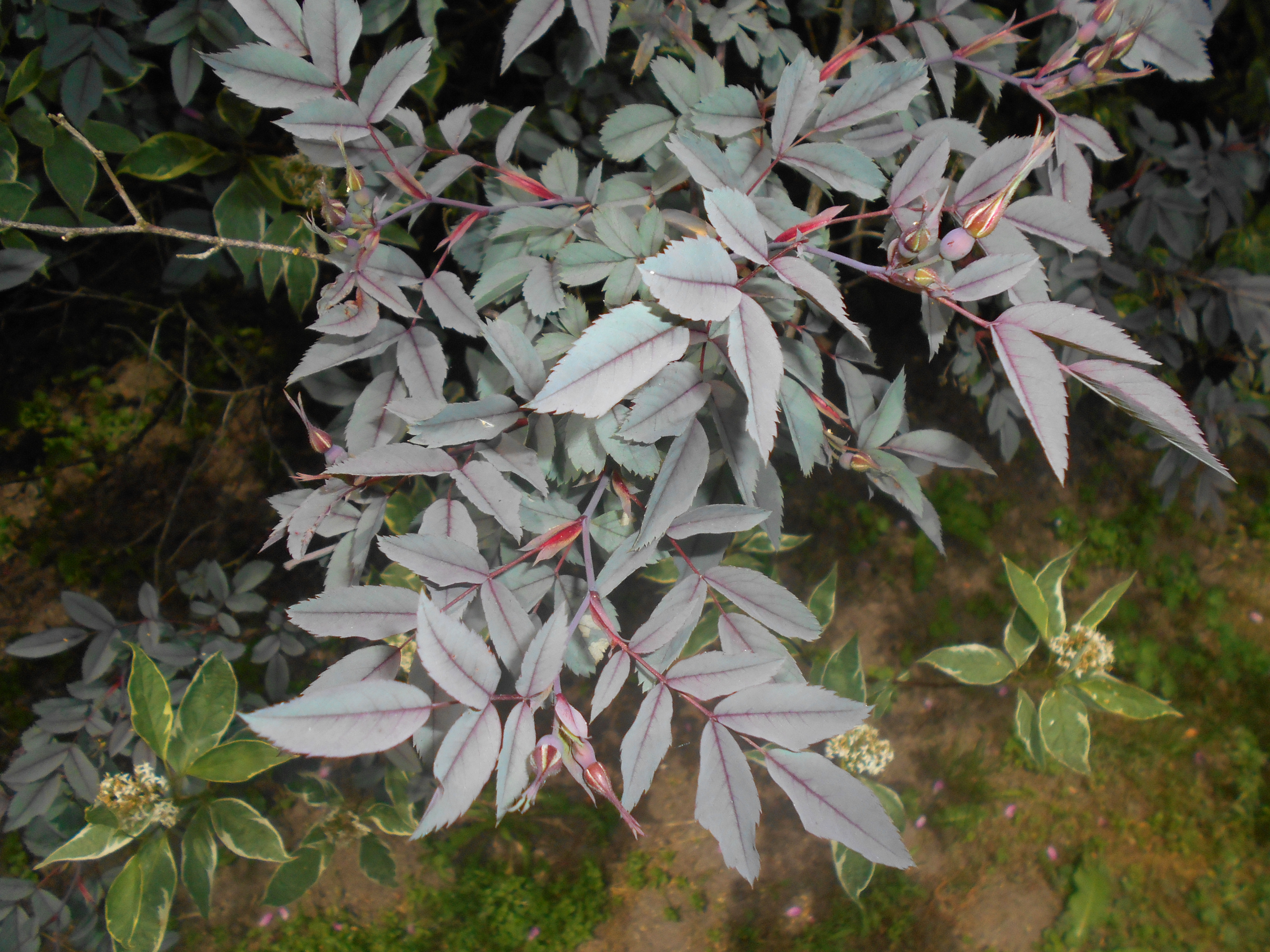
Bladeren
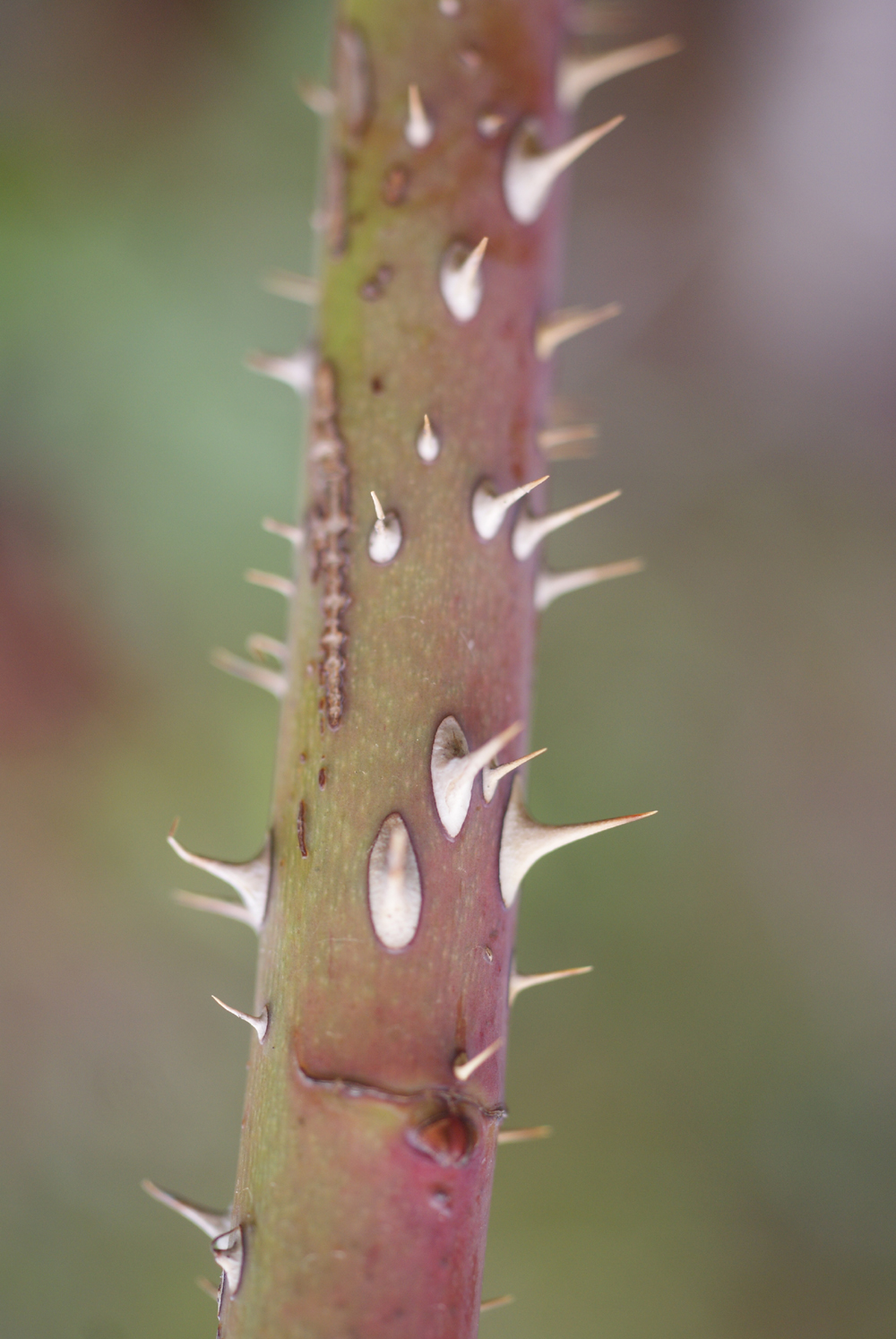
Stekels
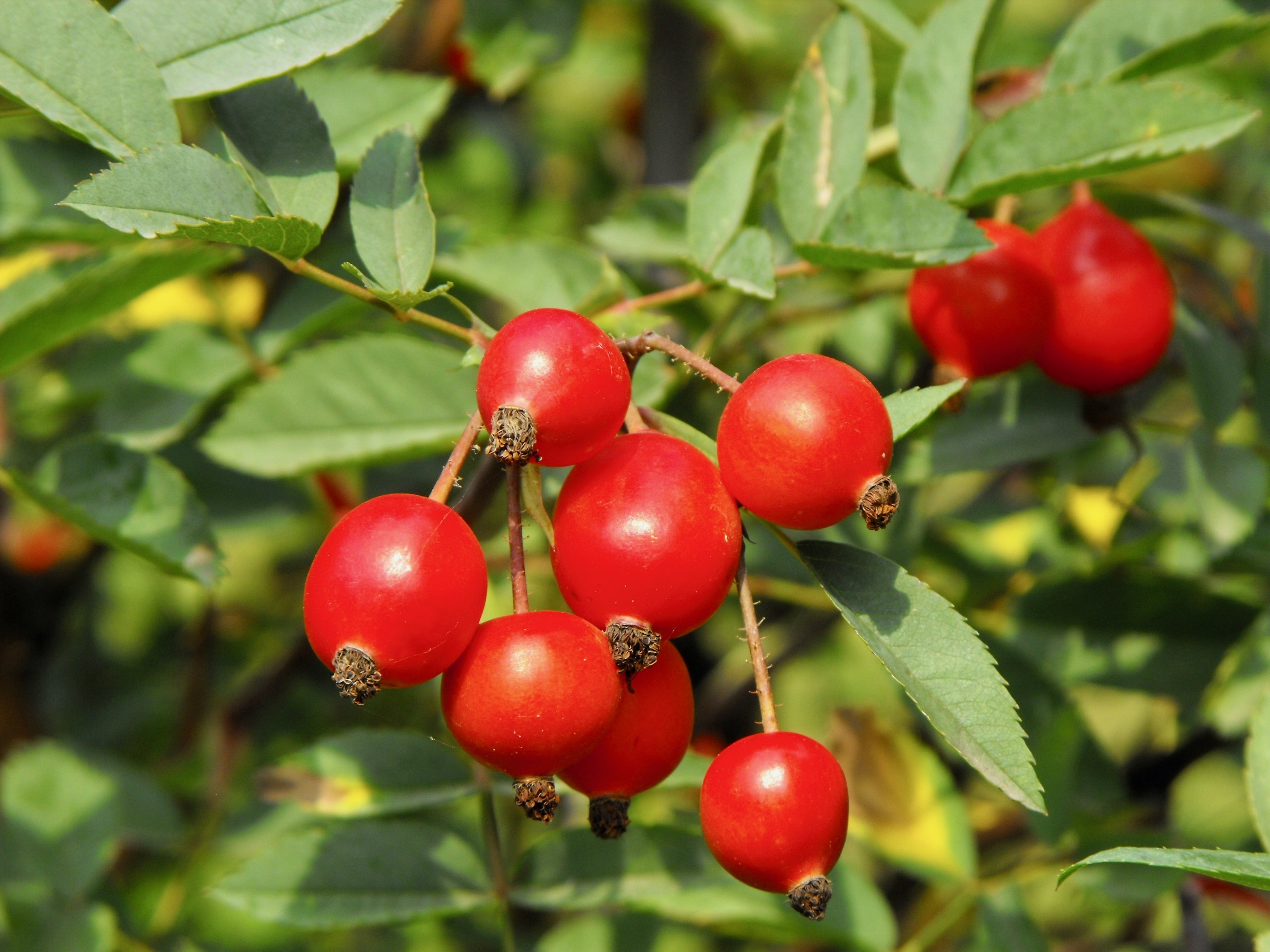
Rozenbottels